# Грањана (Маса-Карара)
Грањана је насеље у Италији у округу Маса-Карара, региону Тоскана.
Према процени из 2011. у насељу је живело 917 становника. Насеље се налази на надморској висини од 230 м.